# Brachytarsomys albicauda
La rata arborícola de cola blanca (Brachytarsomys albicauda) es una especie de roedor de la familia Nesomyidae.

## Distribución geográfica
Se encuentran sólo en Madagascar.

## Hábitat y ecología
Es una especie nocturna, que vive en los árboles del bosque húmedo del este de la isla. Es estrictamente dependiente de los árboles, sus nidos los hacen en el interior de agujeros en el árbol y partes huecas del tronco a menos de 2,5 metros del suelo. Los individuos en cautiverio han producido camadas de hasta seis crías.